# Sarah Wayne Callies

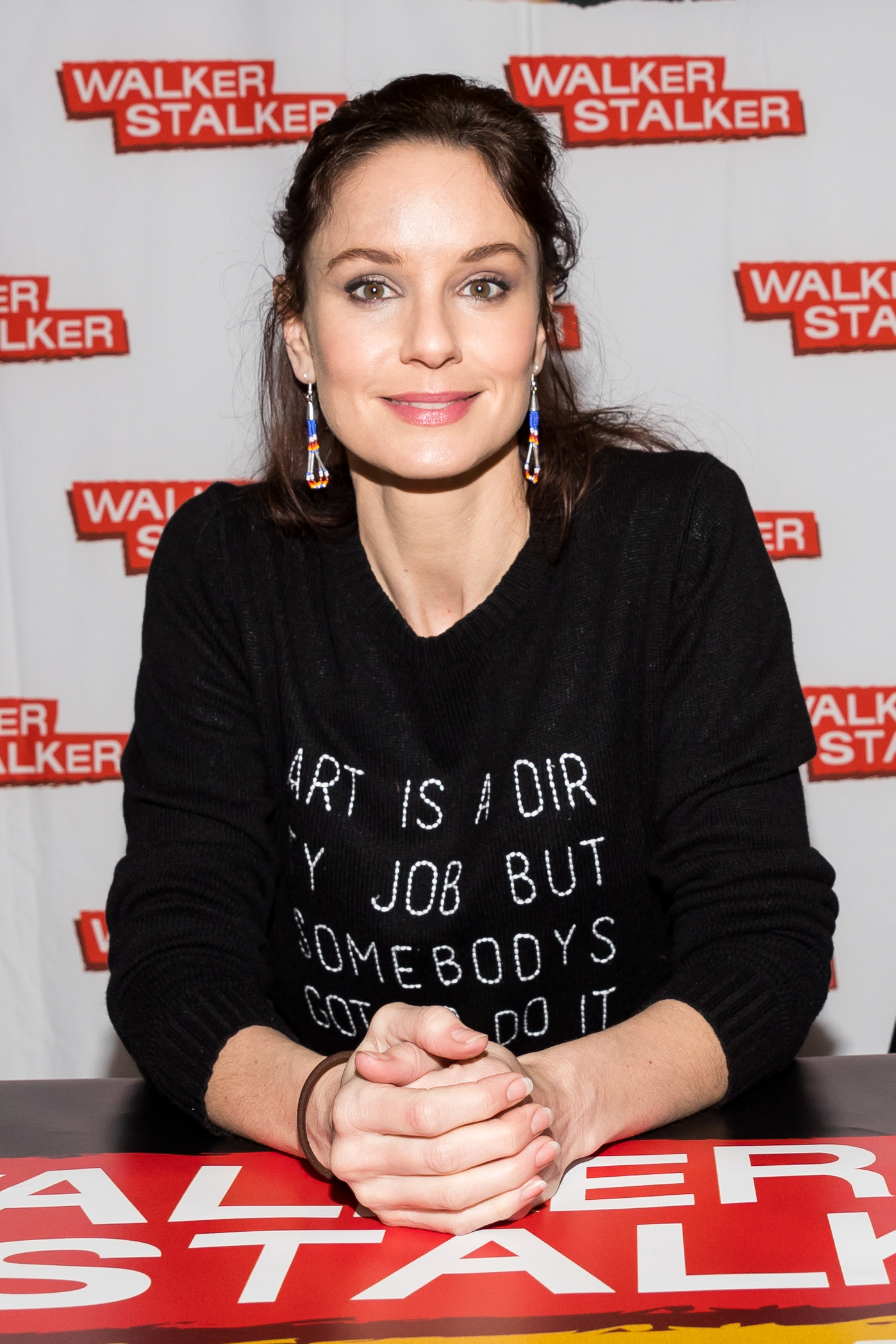
Sarah Wayne Callies (2018)

Sarah Wayne Callies, właśc. Sarah Anne Callies (ur. 1 czerwca 1977 w La Grange) – amerykańska aktorka.

## Życiorys
Kiedy miała rok, jej rodzice przeprowadzili się do Honolulu, na Hawajach. Już w dzieciństwie interesowała się aktorstwem. Jej rodzice byli profesorami na Uniwersytecie Hawajskim, Sarah wybrała inną drogę zawodową – aktorstwo. Po ukończeniu szkoły dostała się do Dartmouth College w Hanoverze. Jednocześnie zaangażowała się w pracę w teatrze. Naukę kontynuowała w Centrum Szkolenia Artystów w Denver, gdzie w 2002 otrzymała tytuł magistra sztuk pięknych (ang. MFA).
Sarah Wayne Callies jest mężatką. W 2002 poślubiła Josha Winterhalta, nauczyciela sztuk walk. Na początku 2007 rzecznik Sarah obwieścił, że para spodziewa się dziecka. W lipcu na świat przyszła dziewczynka, Keala.

### Kariera
W 2003 zagrała Kate O'Malley w serialu Sędziowie z Queens. Później zagrała jeszcze kilka innych ról, m.in. w serialu o Tarzanie.
W serialu Skazany na śmierć wcieliła się w postać więziennej lekarki – dr Sary Tancredi.
Sarah wystąpiła również w filmie przygodowym Niebiańska przepowiednia oraz horrorze Zabójczy szept.

## Filmografia
- 2003, 2007: Sędziowie z Queens, jako Kate O'Malley
- 2003: Prawo i porządek: sekcja specjalna, jako Jenny Rochester
- 2003: Obława, jako Kathryn „Kate” Randall
- 2003: Tarzan na Manhattanie, jako detektyw Jane Porter
- 2004: The Secret Service, jako agent Laura Kelly
- 2005: Wzór, jako agent Kim Hall
- 2005–2009, 2017: Skazany na śmierć[2], jako dr Sara Tancredi
- 2006: Niebiańska przepowiednia, jako Marjorie
- 2007: Zabójczy szept, jako Roxanne
- 2008: Bittersweet, jako Robyn
- 2009: Skazany na śmierć: Ostatnia ucieczka, jako Sara Tancredi
- 2009: Dexter: The Game – gra komputerowa, jako Debra Morgan (głos)
- 2010: Dr House, jako Julia (gościnne)
- 2010: Tangled, jako Chloe / Sally
- 2010: Kołysanka dla Pi, jako Josephine
- 2010–2013: Żywe trupy[2], jako Lori Grimes
- 2011: Black Gold, jako Kate Summers
- 2011: Twarze w tłumie, jako Francine
- 2011: Foreverland, jako Fran
- 2012: Black November, jako Kate Summers
- 2014: Epicentrum, jako Allison Stone
- 2015: Wrota zaświatów[2], jako Kristen
- 2016: Po drugiej stronie drzwi[2], jako Maria
- 2016-2018: Colony, jako Katie Bowman[2]
- 2017: Długa droga do domu, jako Leann Volesky
- 2019: Unspeakable, jako Margaret Sanders